# 이창섭 (격투기 선수)
이창섭은 대한민국의 종합격투기 선수다.